# Espinhal

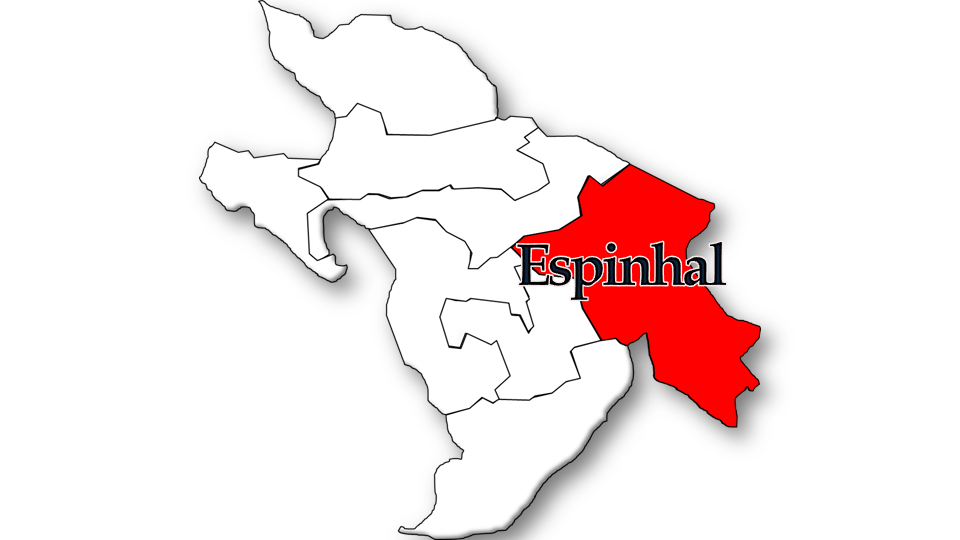
Localização no município de Penela

Espinhal é uma vila portuguesa sede da Freguesia de Espinhal do município de Penela, freguesia com 29,39 km² de área e 733 habitantes (censo de 2021), tendo, assim, uma densidade populacional de 24,9 hab./km².
Esta freguesia ocupou um lugar de importância na História de Portugal, onde se encontram várias referências, principalmente devido à importância da estrada que por ali passava fazendo a ligação norte-sul. Esta estrada foi a responsável pela evolução da freguesia porque beneficiava das trocas comerciais, nomeadamente na feira semanal que ainda hoje se realiza. 
Desde o século XVI que esta freguesia se encontra ligada a atividades como a fundição do ferro e do cobre e do fabrico do papel. As atividades desempenharam um papel determinante no desenvolvimento da freguesia.
Espinhal esteve envolvido nas Invasões francesas do século XIX devido à passagem das tropas francesas e portuguesas pela vila. A relevância desta vila é facilmente testemunhada pela existência de várias famílias nobres e das suas residências senhoriais. 

## Demografia
A população registada nos censos foi:
| Distribuição da População por Grupos Etários | Distribuição da População por Grupos Etários | Distribuição da População por Grupos Etários | Distribuição da População por Grupos Etários | Distribuição da População por Grupos Etários |
| -------------------------------------------- | -------------------------------------------- | -------------------------------------------- | -------------------------------------------- | -------------------------------------------- |
| Ano                                          | 0-14 Anos                                    | 15-24 Anos                                   | 25-64 Anos                                   | > 65 Anos                                    |
| 2001                                         | 109                                          | 90                                           | 408                                          | 288                                          |
| 2011                                         | 107                                          | 53                                           | 376                                          | 239                                          |
| 2021                                         | 78                                           | 64                                           | 355                                          | 236                                          |

## História
No arquivo da Universidade de Coimbra existem vários documentos dos séculos XIV e XV que testemunham enquanto povoação a antiguidade do Espinhal. Deste destaca - se, um de 1306, que faz referência a uma "casa" no Espinhal.
O valor do Espinhal ultrapassou fronteiras, pois a nobreza rural apostou neste recanto serrano, pelos rendimentos que recebia e pela colheita de foros, e porque as ordens religiosas, nomeadamente o Mosteiro de Santa Cruz de Coimbra, recolheram aqui rendas e doações de propriedades.
A sua riqueza provocou a sua elevação a aldeia, conforme se deduz do provérbio do século XV, em que se afirmava "três aldeias tem Portugal; Fundão, Condeixa e Espinhal". 
O Espinhal, por decreto régio, foi elevado a vila a 16 de Julho de 1906.
A riqueza mineral do subsolo veio ajudar ao progresso da terra, através da exploração de ferro e de cobre, minerais que levaram à criação da manufatura de fundição no Espinhal, Ribeira da Azenha e Trilho. No reinado de D. Manuel, esta atividade foi incluída nos bens da coroa, dados os pedidos dos Descobrimentos.
O século XVIII marcou a importância cultural e social do Espinhal pois Dª Maria I criou no Espinhal uma escola de ler, escrever e contar, pelo decreto de 27 de Outubro . Aqui chegou mesmo a haver um professor de gramática latina, desta iniciativa Dª Palmira Filipe foi umas das primeiras mulheres a frequentar a Universidade de Coimbra.

## Património natural

### Pedra da Ferida

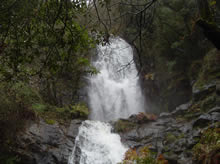
Pedra da Ferida

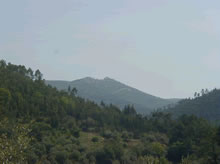
S. João do Deserto

A Pedra da Ferida é uma cascata de água cristalina, onde se pode encontrar espécies de plantas únicas no distrito. 

### S. João do Deserto
Local de grande interesse geológico, conhecido por Cristas dos Penedos das Relvas ou Cristas do Espinhal, ou ainda por Teto das Ferrarias, cuja formação rochosa remonta ao período Pré-Câmbrico. Este possui um óptimo parque de merendas.

### Represas Naturais da Louçainha
Conjunto de três represas naturais de água límpida e cristalina, situadas na Louçainha. Ao nível das infraestruturas destacam-se os balneários, o parque de merendas e um restaurante panorâmico.

### Espécies vegetais
A sobreira é uma árvore centenária que se situa junto à Fonte da Rolha. Esta árvore está classificada como Património Municipal.
A urze é uma planta que proporciona o paladar único e particular ao mel desta região.

## Tradições
As tradições da freguesia são a queima do Judas, no domingo de Páscoa, cantar as Janeiras, em janeiro e a serração da Velha, na Quaresma.
Os jogos tradicionais são: Fito , Malha, Burro, Sueca, Corrida de Sacos de Linhagem, Jogo da Púcara e Pau de sebo.

## Gastronomia
A gastronomia típica desta região inclui sopa de feijão, aferventados, chanfana, cabrito assado no forno com grelos, bolo de mel, bolo da Páscoa, biscoitos de azeite, fidalguinhos da Viscondessa, merendeiras, bolo pardo, compotas de pêra, maçã, pêssego e tomate, aguardente de mel e licor de mel.

## Artesanato
Atualmente fazem-se cestos ( de diversos tipos ) de vime. Ainda se fazem bainhas abertas em pano de linho, inúmeros utensílios e brinquedos em latão.

## Locais a visitar

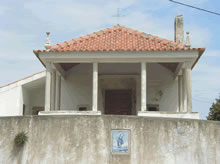
Capela de Santa Luzia, Espinhal

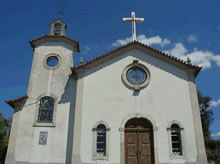
Capela de Santo António do Calvário, Espinhal

Um dos edifícios a visitar nesta freguesia é a Igreja Matriz datada do séc. XVI, esta destaca-se pela sua arquitetura e pela sua escultura. É indispensável visitar as Piscinas Naturais da Louçainha e subir ao alto da serra de Stª Maria e fascinar-se com as paisagens de S. João do Deserto.
Deve-se também visitar a Capela de Santa Luzia, uma capela que remonta ao século XVI e é dos templos mais antigos da Vila do Espinhal, e a Capela de Santo António do Calvário, capela sobranceira à Vila que data do século XVIII, com Via Sacra, situada num pequeno monte, onde se pode desfrutar de uma admirável vista panorâmica da vila do Espinhal e povoações vizinhas.
Outras capelas a visitar são a Capela de Santo Cristo, capela do século XVII, a Capela do Senhor dos Aflitos, capela do século XIX, a Capela de Nossa Senhora do Amparo (Bajancas Cimeiras), capela com cerca de três séculos e que conserva no seu interior elementos do século XVII, a Capela de S. João "Soberbo" (Bajancas Cimeiras), capela de linhas simples, a Capela de S. João do Deserto (S. João do Deserto), capela de origem muito remota, pensa-se que data do início do séc. XVI, a Capela de Nossa Senhora dos Milagres (Fetais Cimeiros), julga-se que data do séc. XVII, a Capela de Nossa Senhora de Guadalupe (Silveira), capela simples e com pouco da construção primitiva, a Capela do Senhor dos Bons Caminhos (Tarrasteira), capela de construção recente e a mais nova da freguesia, esta serve a população da Tarrasteira e a Capela de S. Pedro (Trilho), capela que inclui elementos do século XVII.

## Povoações do Espinhal
A Freguesia de Espinhal engloba as seguintes povoações: Bajancas Cimeiras, Bajancas Fundeiras, Cancelas, Carvalhal da Serra, Esquio, Espinhal (vila), Fetais Cimeiros, Fojo, Louçainha, Malhada Velha, Pardieiros Fundeiros, Pessegueiro, Relvas, Silveira Pequena, Traquinai, Trilho, Tarrasteira.

## Personalidades destacadas
- Manuel dos Santos Serra (1926 - 2018) - Médico, escritor e autarca em Albufeira

## Feiras
O Espinhal possui mercado semanal desde a idade média. Atualmente o mercado realiza-se ao Domingo, no Largo da Feira. Aqui encontra-se tudo o que se necessita para a alimentação, vestuário e calçado.
A Feira do Mel foi a primeira feira do género no distrito de Coimbra e realiza-se desde o ano de 1999 em Setembro.

## Festas e romarias
São realizadas as festas e romarias de São Sebastião, no Espinhal (Janeiro), de Santo António do Calvário,no Espinhal (Junho), de S. João do Deserto, em S. João do Deserto (Junho), de S. Pedro, em Trilho (Junho),de Nossa Senhora do Amparo e S. João Soberbo, em Bajancas Cimeiras (Agosto),de Nossa Senhora da Piedade, no Espinhal (Setembro) e de Santa Luzia, no Espinhal (Setembro).